# Christian Ulrich

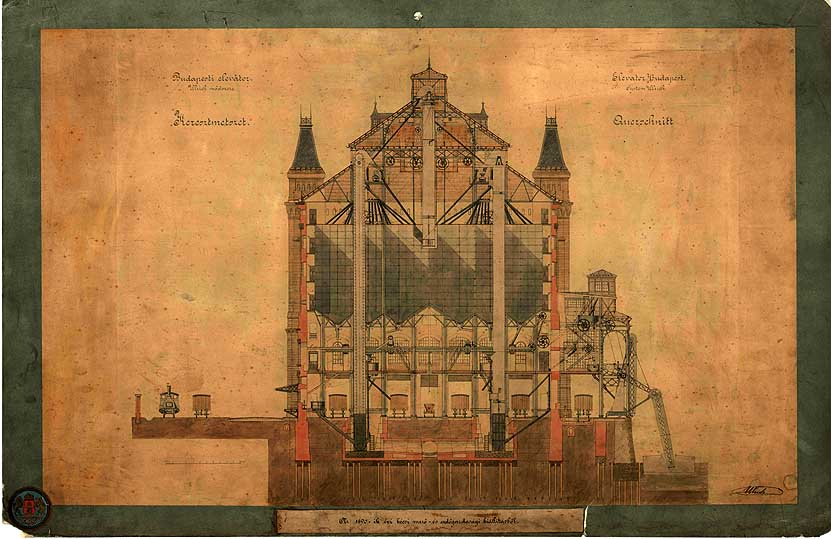
Seção do elevador de grãos de Budapeste, 1880

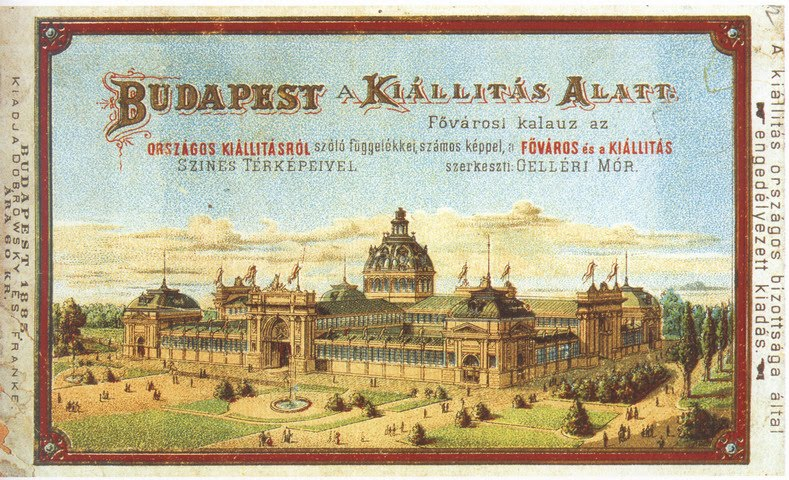
Palácio da Indústria de 1885

Christian Ulrich (27 de abril de 1836 – 22 de janeiro de 1909), foi um arquiteto austro-húngaro.
Ulrich ganhou sua reputação com o elevador de grãos em Budapeste. Em 1880, ele venceu um concurso para o projeto do elevador e em 1883 o edifício foi concluído. Mais tarde, mudou-se para Budapeste, onde projetou uma fábrica ( Iparcsarnok ) no parque da cidade, construído em 1885. Ambos os edifícios foram demolidos logo após a Segunda Guerra Mundial.
Em 1879, Christian Ulrich projetou uma nova fachada e lobby para o Museu Teyler em Haarlem (Holanda).